# Bent Saks
Bent Saks (født 24. november 1942 i København, død 30. marts 2001) var en dansk arkitekt, far til Adam Saks.
Han var søn af skræddermester Isak Saks og Kaja født Itkin, stod i tømrerlære hos Asmussen & Weber i København og blev tømrersvend 1964 og bygningskonstruktør fra Det tekniske Selskabs Skole 1966. Saks blev dernæst optaget på Kunstakademiets Arkitektskole (designlinjen), hvorfra han fik afgang som arkitekt 1970. Han besøgte Italien 1970 og USA 1978. 
Saks var ca. 1968 ansat hos Jørgen Vesterholt, hvor han - afbrudt af en tid hos Arne Jacobsen 1970-71 og Henning Larsen 1972 - atter var ansat fra 1974 til 1976, hvor han blev medarbejder hos entreprenørfirmaet Rasmussen & Schiøtz. Fra 1976 havde Bent Saks egen tegnestue.
Saks' første værker var modernistiske, men i hans senere store opgaver for fabrikker og virksomheder dukkede der postmodernistiske elementer op (Marina Park med maritime vinduer, vinduerne og farvesætningen af ejendommen i Lyngby Hovedgade). Også hans officiner for apoteker vidner om indlevelse i et historisk formsprog.
Bent Saks blev gift 21. maj 1972 i København med direktør Birgitte Flanbaum (født i eksil 24. juli 1944 i Hässleholm, Sverige), datter af skræddermester Isak Flanbaum og Sara Rebekka født Gringer. 

## Værker
- Eget hus, Søndre Strandvej 58 C, Helsingør (1973)
- Christian Rovsing Elektronik- og EDB-virksomhed, Ballerup (1978)
- Marina Park (hovedsæde for PFA Pension), Sundkrogsgade 4, Nordhavnen, København (1982)
- COLAS' tidligere domicil, Kongevejen 153, Virum (1986)
- Kontor- og butikshus, Lyngby Hovedgade 70 A, Kongens Lyngby (1988)
- Fjernelse af trappeløb og indretning af billetsalg, Palads Teatret, Axeltorv 9, København (1989)[1]
- Ombygning og indretning af Svane Apotek, Næstved (1990)
- Ombygning og indretning af Løve Apotek, Svendborg (1994, præmieret af Svendborg Kommune)